# 孔安民
孔安民（1918年2月—2019年1月7日），浙江安吉人，中华人民共和国政治人物。
抗日战争时期，任晋察冀边区学生抗日救国联合会和北岳区学生抗日救国会主任，广灵县抗联会青年部长、宣传部，1942年3月至1945年9月，任中共广灵县一区区委书记、广灵县委城工部部长。第二次国共内战期间，任河北省宣化市三区区委书记，中共龙祟宣县委、龙宣怀联合县委组织部长，赤城县委副书记、县长，天津市七区宣传部长。中华人民共和国成立后，担任青年团长沙市书记。1954年担任长沙市委第二书记、长沙市委副书记、常务书记、市政协主席。文革中受到迫害。随后起用，担任湖南省湘潭地委书记，湖南省革委会副主任。1979年，任湖南省人大常委会副主任。
2019年1月7日，孔安民病逝於長沙，享年101歲。